# Bortolo Saio
Bortolo Saio (...) è un ex fondista di corsa in montagna e maratoneta italiano.

## Biografia
Nel 1991 ha partecipato ai Mondiali di corsa in montagna, piazzandosi in dodicesima posizione e vincendo una medaglia d'oro a squadre.

## Palmarès
| Anno | Manifestazione                | Sede    | Evento         | Risultato | Prestazione | Note |
| ---- | ----------------------------- | ------- | -------------- | --------- | ----------- | ---- |
| 1991 | Mondiali di corsa in montagna | Zermatt | Distanza lunga | 12º       | 1h30'30"    |      |
| 1991 | Mondiali di corsa in montagna | Zermatt | A squadre      | Oro       | 20 p.       |      |

## Campionati nazionali
1990
- 7º ai campionati italiani di corsa in montagna a staffetta[2] (in squadra con Aldo Moretti e Bruno Ghilardini)

## Altre competizioni internazionali
1990
- 4º alla Maratona di Ivrea ( Ivrea) - 2h26'12"[3]
- Oro al Trofeo Jack Canali ( Albavilla) - 36'26"[4]

1991
- Oro al Trofeo Jack Canali ( Albavilla) - 36'25"[4]

1995
- 23º alla Maratona di Cesano Boscone ( Cesano Boscone) - 2h24'12"[5]

2015
- 50º al Challenge Stellina - 1h23'25"